# Mahoney Samuels
Mahoney Samuels (* 23. Juni 1940) ist ein ehemaliger jamaikanischer Dreispringer.
1962 siegte er bei den Zentralamerika- und Karibikspielen und wurde Fünfter bei den British Empire and Commonwealth Games in Perth.
Bei den British Empire and Commonwealth Games 1966 in Kingston wurde er Sechster und bei den Panamerikanischen Spielen 1967 in Winnipeg Achter.
1970 kam er bei den British Commonwealth Games in Edinburgh mit der jamaikanischen Mannschaft in der 4-mal-400-Meter-Staffel auf den fünften Platz.
Seine persönliche Bestweite von 16,11 m stellte er am 12. April 1961 in Kingston auf.